# موموكا أرياسو
موموكا أرياسو (باليابنية:安 杏 果 果 أرياسو موموكا، ولدت في 15 مارس 1995) هي مغنية يابانية. وهي معروفة كعضوة في فرقة الفتياتمومويرو كلوفر زد. لونها في الفرقة هو الأخضر.

## حياتها
ولدت موموكا أرياسو في ولاية كيوتو. ونشأ في محافظة سايتاما. بعمر السنة كانت قد بدأت العمل كعارضة لمجلات الأطفال. ثم لاحقاً قدمت من قبل شركة المواهب سي أند تي وظهرت في العديد من البرامج التيلفيزونية والإعلانات.

## وصلات خارجية
- Momoka Ariyasu's official Stardust profile
- Momoka Ariyasu's official Ameblo blog (2011–present)
- Profile of the band Momoiro Clover Z
- موموكا أرياسو على موقع IMDb (الإنجليزية)
- موموكا أرياسو على موقع ميوزك برينز (الإنجليزية)
- موموكا أرياسو على موقع قاعدة بيانات الفيلم (الإنجليزية)